# Calpocalyx heitzii
Calpocalyx heitzii là một loài rau đậu thuộc họ Fabaceae.
Loài này có ở Cameroon, Guinea Xích Đạo, và Gabon.
Chúng hiện đang bị đe dọa vì mất môi trường sống.